# Unidad de control de cámara
La Unidad de Control de Cámara o CCU es el dispositivo electrónico que permite el control de los diferentes parámetros de ajuste de los circuitos en las cámaras de televisión profesionales. Se opera a través de equipos remotos instalados en una sala de control y producción, y permite controlar la señal de video captada por la cámara situada en el plató de TV o en el exterior de una unidad móvil de TV.
El profesional encargado de trabajar con la Unidad remota de control de cámaras recibe el nombre de operador de CCU, control de cámaras o simplemente CCU (por las siglas en inglés Camera Control Unit), adoptados comúnmente en las producciones audiovisuales. 

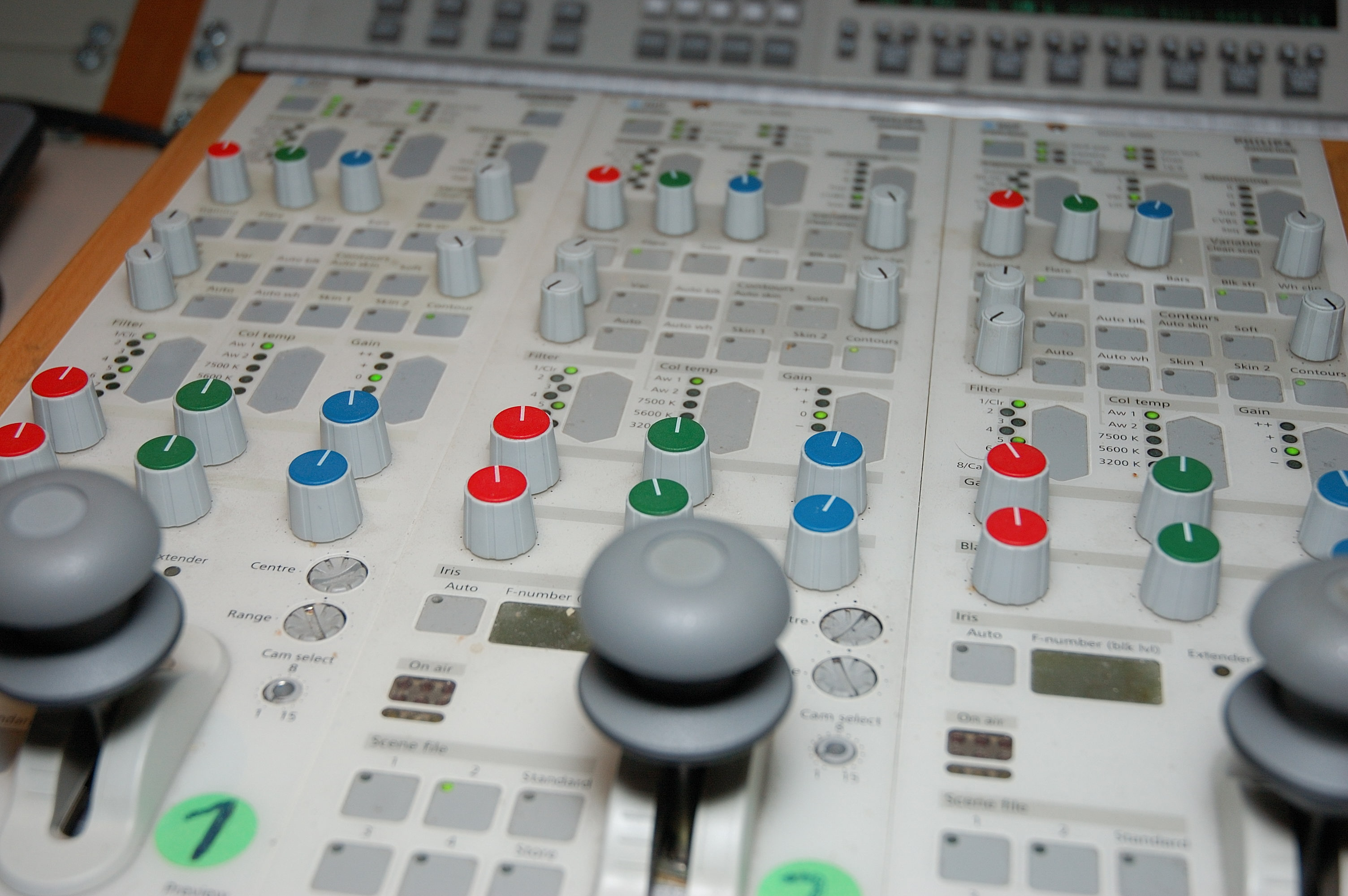
Panel operativo remoto de CCU de una cámara Philips LDK

## Motivos de utilización
- En una producción multicámara, cada cámara puede presentar valores de configuración distintos, por lo que las señales de video resultantes de la imagen captada también serán distintas. Para evitar que se produzcan saltos de colorimetría o exposición y otros ajustes al cambiar de una cámara a otra, es preceptiva la intervención del operador del control de cámaras.[2]
- Facilita el trabajo del operador de cámara, liberándole de la carga de control. De esta manera se puede ceñir a la composición, al encuadre y al enfoque de la escena.[3]

## Parámetros controlados
Este equipo permite operar de forma remota, diferentes parámetros de la cámara, que varían según sea analógica o digital y según el modelo de CCU. En cualquiera de estos casos se pueden ajustar los valores típicos que encontramos en todas las cámaras profesionales:
- Control de diafragma

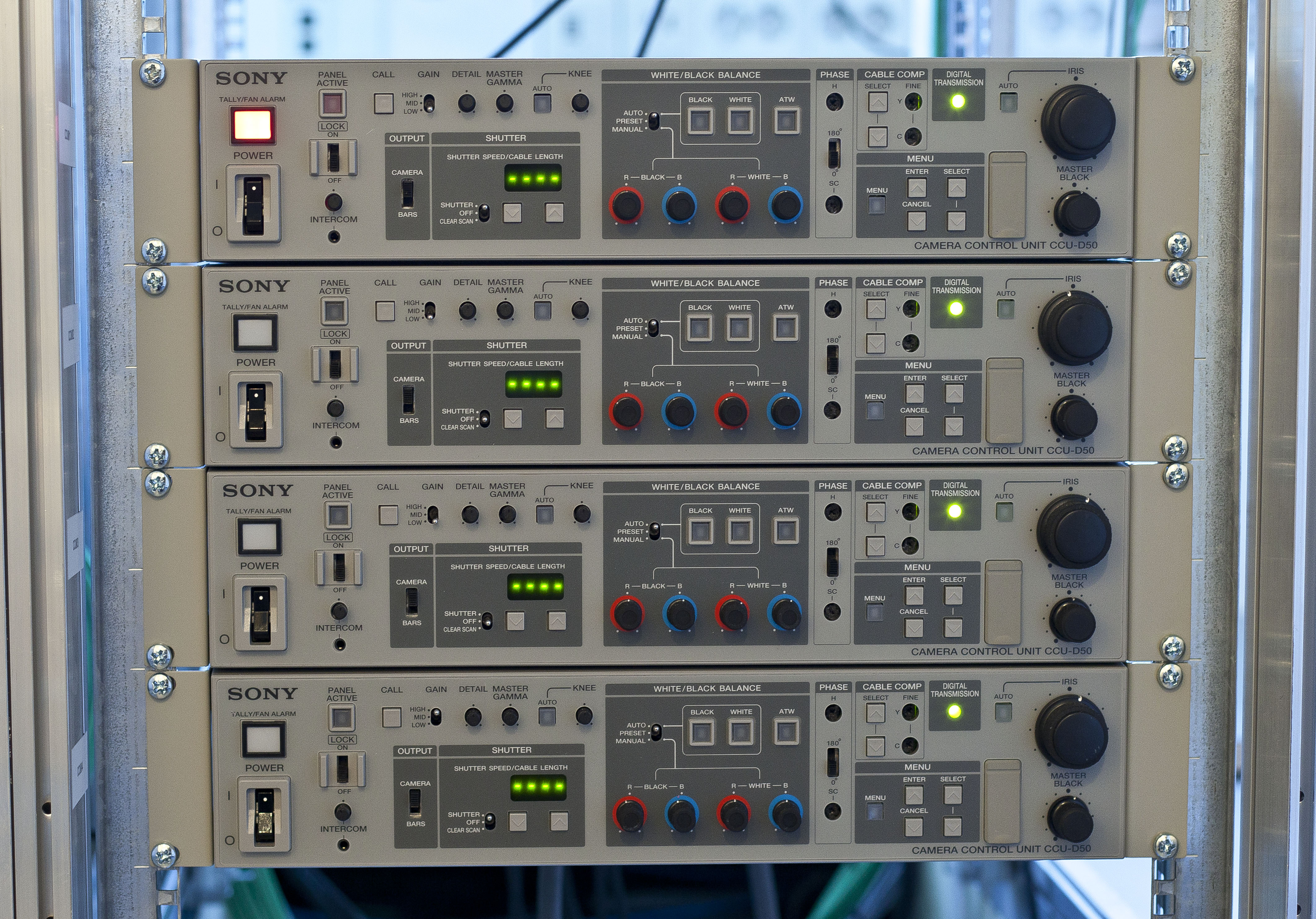
Equipo de cuatro CCU-D50 de Sony

- Control de filtros de temperatura de color
- Control de filtros de densidad neutra
- Control del pedestal o nivel de negros.
- Control del pedestal de R,G,B independiente.
- Control de la ganancia de R,G,B independiente.
- Control de la ganancia electrónica: 0dB, 3dB, 6dB, 9dB, 12dB.
- Generador de barras de color.
- Control del balance de blancos y balance de negros.
- Selección y ajuste de Gamma.
- Ajustes de knee y de los valores de detalle o nitidez.
- Almacenamiento y recuperación de memorias de ajustes.

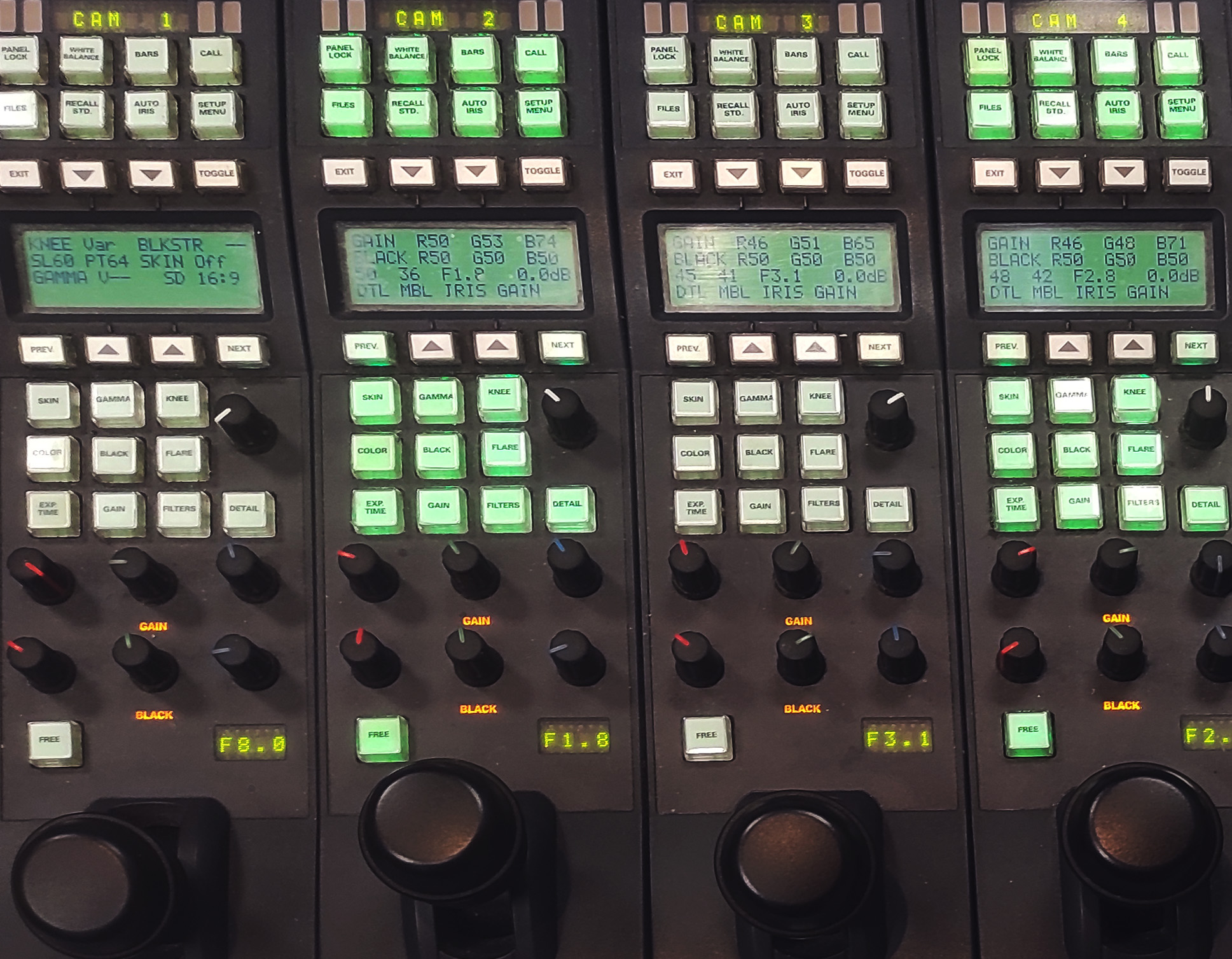
Panel operativo remoto de CCU, OCP-400 de Grass Valley

## Panel de conexiones (general)
- Video out (compuesto)
- Video out (RGB)
- Microphone (out)
- Return video in (compuesto)
- Return video in (black burst)
- Intercom
- Tally